# رتنبرگ
رتنبرگ (به آلمانی: Rettenberg) یک شهر در آلمان است که در ابرالاگوی واقع شده‌است. رتنبرگ ۴٬۱۵۸ نفر جمعیت دارد.